# Alexander Beresford Hope
Sir Alexander James Beresford Hope, noto come Alexander Hope fino al 1854 (e noto anche come AJB Hope fino al 1854 e come AJB Beresford Hope dal 1854 in poi), (Londra, 25 gennaio 1820 – Cranbrook, 20 ottobre 1887) fu un autore britannico e politico conservatore, membro del consiglio privato di sua maestà.

## Biografia

### Primi anni di vita
Beresford Hope era il terzo e il più giovane figlio di Thomas Hope, scrittore e mecenate d'arte, e di sua moglie Louisa Beresford, figlia di William Beresford, I barone Decies, figlio minore di George Beresford, primo marchese di Waterford. La famiglia Hope era di origini scozzesi, ma si era stata stabilita nei Paesi Bassi da molti anni, dove avevano un'attività commerciale e bancaria di successo denominata Hope & Co., ma che era tornata in Gran Bretagna dopo che le truppe francesi occuparono il paese nel 1795. Beresford Hope venne educato all'Harrow School e al Trinity College di Cambridge. Suo padre morì nel 1831 e sua madre si risposò con suo cugino e generale William Beresford, I visconte Beresford. Nel 1854 ereditò le proprietà del patrigno, tra cui Bedgebury Park, Kent, Beresford Hall, Staffordshire, ed ottenne per mezzo di licenza reale il cognome aggiuntivo di Beresford. Suo fratello era Henry Thomas Hope.

### Carriera parlamentare

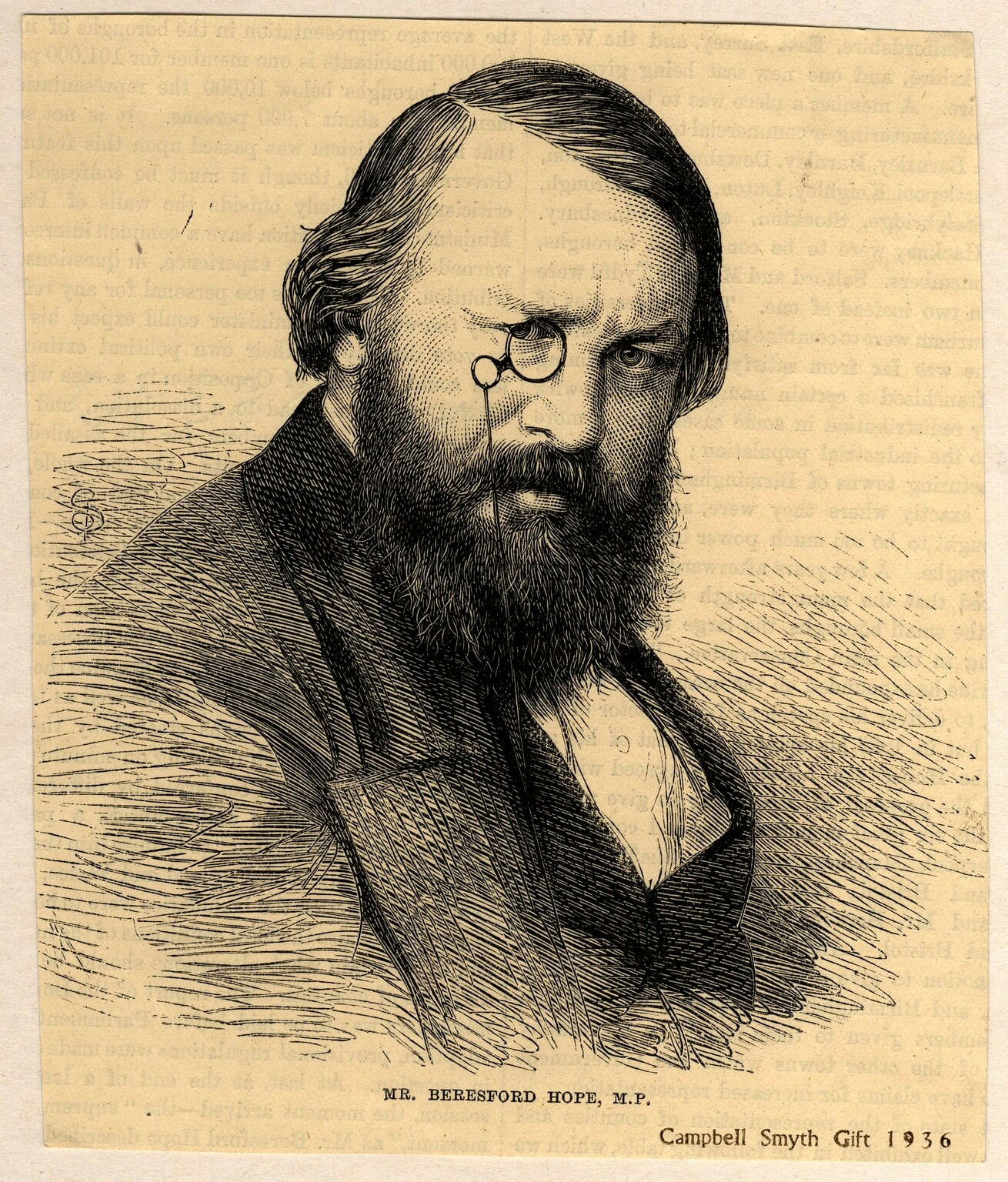
Incisione xilografica (su disegno intermedio di Thomas Dewell Scott), dopo fotografia di Henry Hering, 1856.

Sedette come membro del Parlamento per Maidstone dal 1841 al 1852 e dal 1857 al 1859. Cercò di ottenere, senza successo, la circoscrizione dell'università di Cambridge nel 1859 e quella di Stoke-upon-Trent nel 1862, ma ebbe quest'ultima circoscrizione nel 1865. Dal 1868 fino alla sua morte, infine, fu uno dei due rappresentanti della circoscrizione dell'università di Cambridge. Dal 1865 presiedette il suo seggio come conservatore indipendente. Si oppose con veemenza al Reform Act del 1867 proposto da Benjamin Disraeli, soprannominando Disraeli "il mistero asiatico" (riferendosi alle origini ebraiche di Disraeli). Disraeli replicò alludendo alle "grazie batave" di Beresford Hope (in riferimento alle origini olandesi della sua famiglia). Non ricoprì mai cariche ministeriali, ma giurò nel consiglio privato di sua maestà nel 1880.

### Filantropia e scrittura

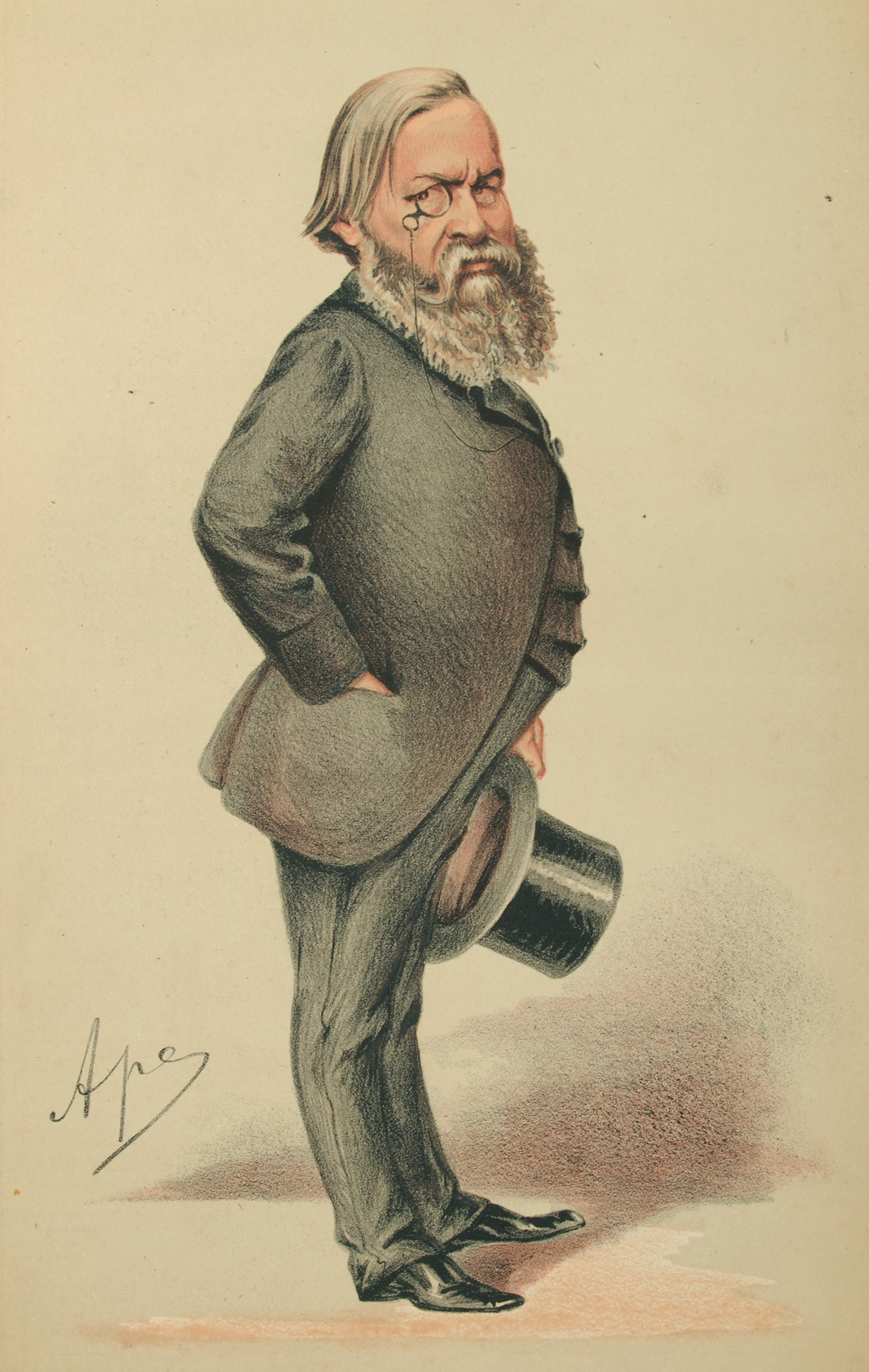
Caricatura di Alexander Beresford-Hope da Vanity Fair, 1870.

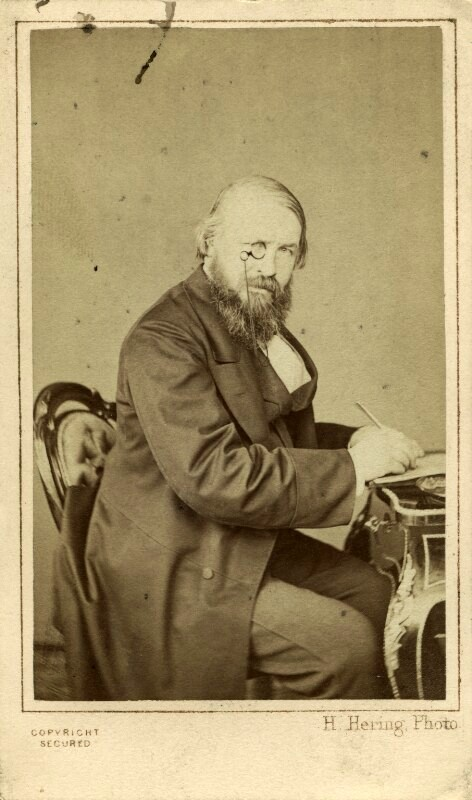
Foto di Henry Hering.

La caratteristica pubblica più importante di Beresford Hope fu il suo ardente sostegno alla Chiesa d'Inghilterra. Secondo George Wakeling, "in Parlamento la sua voce, nel suo modo lento, piuttosto duro, ma molto impressionante, si sarebbe sollevata su ogni questione ecclesiale". Egli era particolarmente fermo nella sua opposizione alla legge sul matrimonio della sorella della moglie defunta.
Mentre era al Trinity College nel 1839, fu, insieme a John Mason Neale e Benjamin Webb, un fondatore della Cambridge Camden Society (in seguito la Società Ecclesiologica). Egli la rinominò nel 1879 come Società Ecclesiologica di San Paolo. Uomo molto ricco, acquistò l'abbazia di Sant'Agostino a Canterbury nel 1844, per ricostruirla come collegio per il clero missionario. Egli supervisionò anche la messa in servizio e la costruzione della chiesa di Tutti i Santi di Margaret Street di Londra, su progetto di William Butterfield per conto della Società Ecclesiologica.
Nel 1850 circa, Beresford Hope ereditò la tenuta di Beresford ad Alstonefield e Sheen nello Staffordshire. Voleva rendere Sheen "l'Atene delle brughiere". Egli ricostruì la chiesa, su progetto di William Butterfield, e costruì una scuola e una biblioteca. Nel The Ecclesiologist venne osservato che "l'effetto generale è quello di una colonia ecclesiastica nelle terre selvagge dell'Australia". Non tutti i piani di Hope per Sheen furono realizzati.
Beresford Hope è stato anche uno scrittore di argomenti archeologici, architettonici, ecclesiastici e artistici ed è stato presidente del Royal Institute of British Architects dal 1865 al 1867 e un fiduciario del British Museum. Egli co-fondò la Saturday Review nel 1855. Fu eletto membro della Royal Society nel 1880. Nel 1873 fu invitato a posare la prima pietra della nuova Christ Church a St Leonards-on-Sea, nell'East Sussex.
Beresford Hope è stata attiva nel finanziamento della rete nazionale delle Woodard Schools del prete Nathaniel Woodard.

### Famiglia

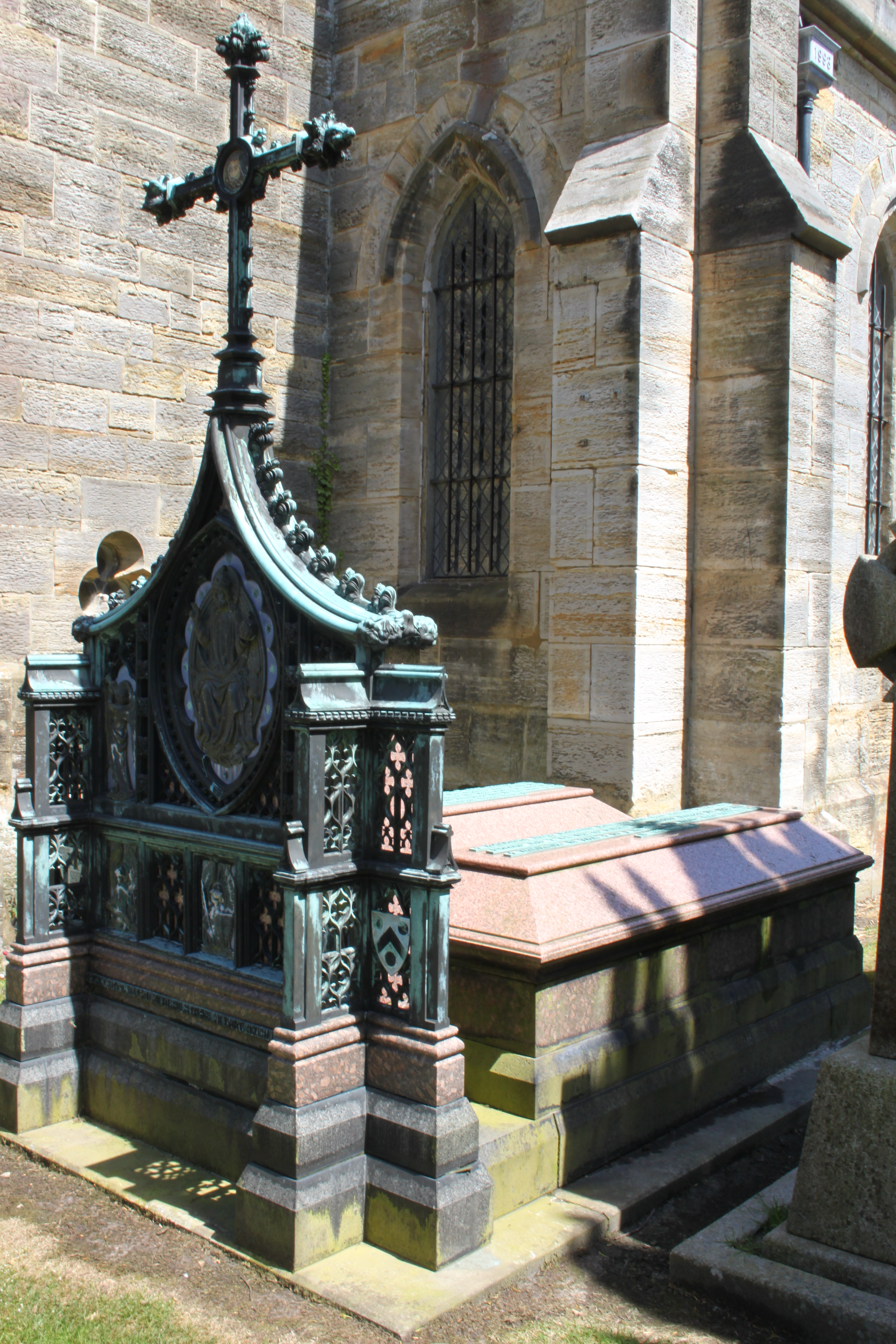
La sua tomba a Christ Church, Kilndown.

Beresford Hope sposò Lady Mildred Arabella Charlotte Henrietta, figlia di James Gascoyne-Cecil, II Marchese di Salisbury, e sorella di Robert Gascoyne-Cecil, III marchese di Salisbury, nel 1842. Essi ebbero tre figli e sette figlie. Lady Mildred fu una figura di spicco nella società londinese per molti anni. Morì nel marzo del 1881. Beresford Hope le sopravvisse di sei anni e morì nell'ottobre 1887, a 67 anni, nella sua casa di Bedgebury Park, Goudhurst, nel Kent. Fu sepolto a Christ Church, Kilndown, nel Kent. Sua figlia, Bridget, sposò Alban Gibbs, II barone di Aldenham.

## Scritti
- Essays (1844);
- English cathedrals in the XIX. century (1861);
- The social and political bearings of the American disruption (1863);
- Cathedrals in their missionary aspects (1872);
- Hints towards peace in ceremonial matters (1874);
- Worship in the church of England (1874);
- Strictly tied-up (1880);
- The Brandreth (1882);
- Worship and order (1883).